# Ванцаго
Ванцаго, Ванцаґо (італ. Vanzago) — муніципалітет в Італії, у регіоні Ломбардія, метрополійне місто Мілан.
Ванцаго розташоване на відстані близько 500 км на північний захід від Рима, 17 км на північний захід від Мілана.
Населення — 8884 особи (2012).
Щорічний фестиваль відбувається 13 серпня. Покровитель — Sant'Ippolito.

## Демографія
Населення за роками:

Станом на 1 січня 2023 року в муніципалітеті офіційно проживало 500 іноземців з 52 країн, серед них 148 громадян країн Євросоюзу та 65 громадян України.

## Сусідні муніципалітети
- Арлуно
- Польяно-Міланезе
- Преньяна-Міланезе
- Седріано